# Alpagrostis
Alpagrostis, rod trajnica iz porodice travovki smješten u podtribus Agrostidinae. Rod je nastao 2020. izdvajanjem nekih vrsta iz roda Agrostis. Pripadaju mu četiri vrste rasprostranjenih po Europi i Maroku, od kojih jedna raste i u Hrvatskoj, to je planinska ili alpska rosulja, Alpagrostis alpina (sin. Agrostis alpina Scop.).

## Vrste
1. Alpagrostis alpina (Scop.) P.M.Peterson, Romasch., Soreng & Sylvester
2. Alpagrostis barceloi (L.Sáez & Rosselló) P.M.Peterson, Romasch., Soreng & Sylvester
3. Alpagrostis schleicheri (Jord. & Verl.) P.M.Peterson, Romasch., Soreng & Sylvester
4. Alpagrostis setacea (Poir.) P.M.Peterson, Romasch., Soreng & Sylvester